# Aristida setacea
Aristida setacea är en gräsart som beskrevs av Anders Jahan Retzius. Aristida setacea ingår i släktet Aristida och familjen gräs. Inga underarter finns listade i Catalogue of Life.